# Kazimierz Kowalec
Kazimierz Kowalec (ur. 3 października 1933 w Łodzi) – polski piłkarz występujący na pozycji napastnika.
Wychowanek ŁKS Łódź, z którym w 1957 wywalczył Puchar Polski, a w 1958 cieszył się ze zdobycia mistrzostwa kraju. Obecnie na stałe mieszka w Australii.